# Rachel Brosnahan
Rachel Elizabeth Brosnahan (Milwaukee, Wisconsin; 12 de julio de 1990)es una actriz estadounidense. Es conocida por su papel de Midge Maisel en la serie de comedia de época The Marvelous Mrs. Maisel (2017-2023) de Amazon Prime Video, por la que ganó un premio Primetime Emmy en 2018 y dos Globos de Oro consecutivosen 2018 y 2019.
Brosnahan hizo su debut cinematográfico en la película de terror The Unborn (2009) y ha aparecido en películas como Beautiful Creatures (2013), Louder Than Bombs (2015), The Finest Hours (2016), Patriots Day (2016), Spies in Disguise. (2019), I'm Your Woman (2020), The Amateur (2025) y Superman (2025). También apareció en las series House of Cards (2013-2015) y en la serie dramática Manhattan (2014-2015).
Brosnahan hizo su debut en Broadway en la reposición de 2013 de la obra del dramaturgo Clifford Odets The Big Knife. Interpretó a Desdemona en la producción de Othello del New York Theatre Workshop de 2016 , y regresó a Broadway en la reposición de 2023 de la obra de Lorraine Hansberry The Sign in Sidney Brustein's Window.

## Biografía
Rachel Brosnahan nació el 12 de julio de 1990 en Milwaukee. Su madre Carol es inglesa y su padre Earl Brosnahan es de origen irlandés. Fue criada en una familia con una fuerte conexión con las artes, lo que influenció su interés temprano por la actuación. Desde los 4 años, se crio en Highland Park (Illinois). Tiene un hermano y una hermana menores. Es sobrina de la diseñadora de bolsos Kate Spade y del empresario Andy Spade. 
Se graduó en la Highland Park High School en 2008. En su adolescencia, Rachel se mudó a Chicago y demostró una gran pasión por la actuación y participó en varias producciones escolares y teatrales. A medida que avanzaba en su formación, Brosnahan decidió que quería seguir una carrera profesional en el ámbito artístico. En 2012, se graduó por la Universidad de Nueva York en la facultad del Tisch School of the Arts.
Se informó en 2018 que Brosnahan se había casado con el actor Jason Ralph, pero más tarde reveló en enero de 2019 que habían estado casados "durante años" antes de que su relación se hiciera pública. Ambos asistieron a la ceremonia de los 76th Golden Globe Awards en 2019, donde ella le agradeció durante su discurso de aceptación del premio.
Brosnahan es sobrina de la diseñadora de bolsos Kate Spade (nacida Katherine Noel Brosnahan).

## Trayectoria profesional

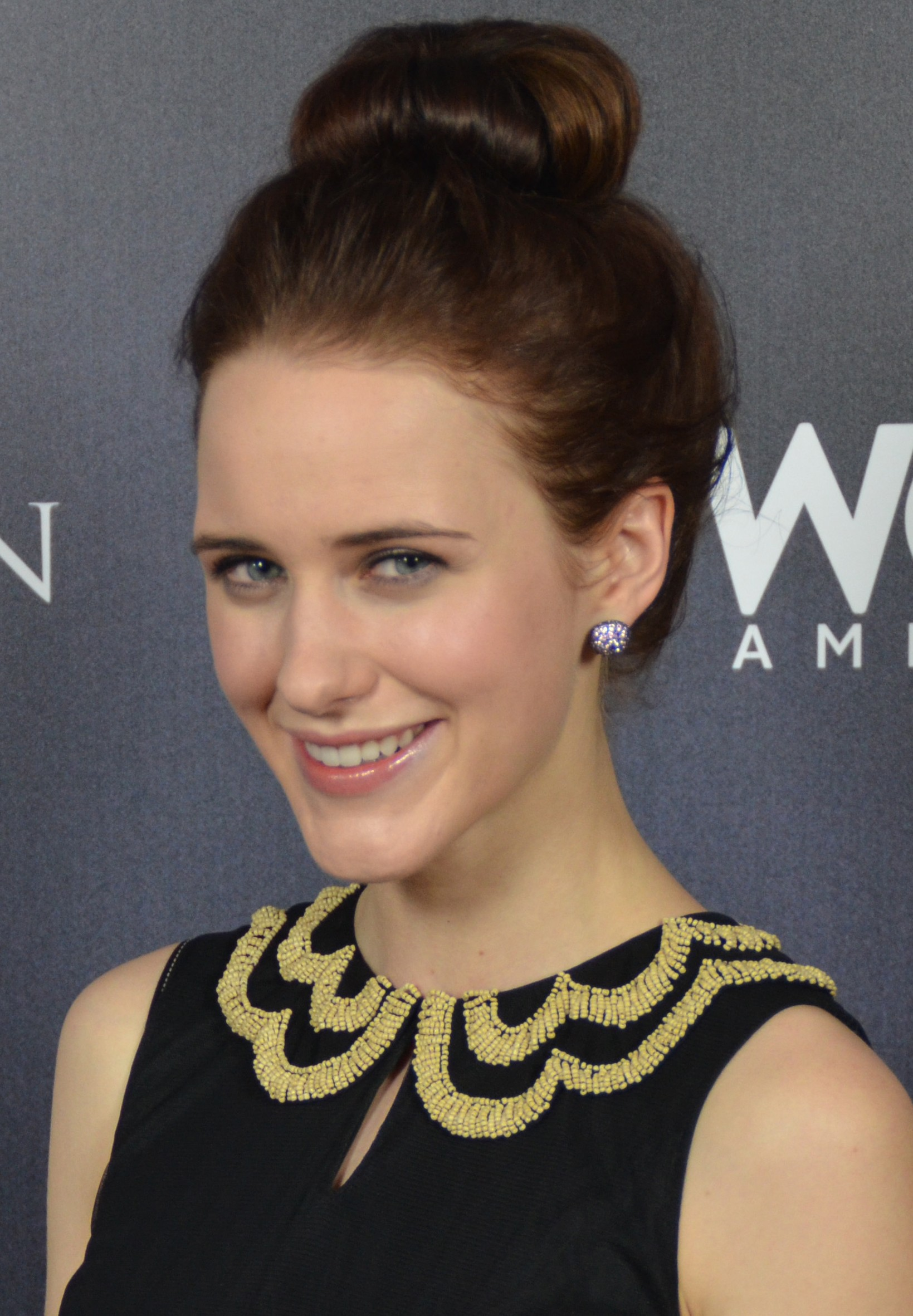
Brosnahan en 2014.

Brosnahan interpretó su primer papel cinematográfico como Lisa en la película de terror producida por Michael Bay, The Unborn (2009) cuando aún estaba en la escuela secundaria. Durante la universidad, actuó en episodios individuales de series de televisión como Gossip Girl, The Good Wife, Grey's Anatomy e In Treatment. Después de la universidad, comenzó a obtener papeles recurrentes en series como el thriller criminal The Blacklist (2014) y en el drama médico de corta duración llamado: Black Box (2014).
Apareció por primera vez en el escenario en 2009 en Up en el Steppenwolf Theatre seguida de su debut en Broadway en The Big Knife con Roundabout Theatre Company en 2013. En 2016 interpretó a Desdémona en Othello en el New York Theatre Workshop junto a David Oyelowo y Daniel Craig.

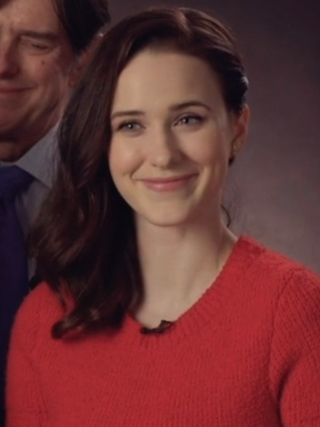
Brosnahan interpreta a Midge Maisel en The Marvelous Mrs. Maisel

En 2013, protagonizó el drama político de Netflix aclamado por la crítica House of Cards con Kevin Spacey y Robin Wright. Aunque inicialmente fue llamada para solo dos episodios, llamó la atención del showrunner, Beau Willimon, lo que hizo que su papel cogiera importancia a lo largo de la temporada. Dicho papel le dio protagonismo a su carrera y recibió su primera nominación a los premios Primetime Emmy como  Mejor Actriz Invitada en una Serie Dramática. En 2016, apareció en la serie de Amazon de Woody Allen titulada: Crisis in Six Scenes (2016) junto con Allen, Elaine May y Miley Cyrus.
Desde 2017 hasta 2023, interpretó el personaje de Midge Maisel, en la serie de comedia, también distribuida por Prime Video y creada por Amy Sherman-Palladino, The Marvelous Mrs. Maisel. Su actuación le valió un premio Primetime Emmy a la mejor actriz principal en una serie de comedia.
El 27 de junio de 2023, el cineasta James Gunn confirmó que Brosnahan interpretará al personaje de DC Comics Lois Lane en el Universo DC (DCU) de Warner Bros. Pictures, debutando en la película Superman (2025). También protagoniza el thriller de espionaje The Amateur.

## Filmografía
| Año  | Título original                                          | Personaje           | Ref    |
| ---- | -------------------------------------------------------- | ------------------- | ------ |
| 2009 | The Unborn                                               | Lisa                |        |
| 2009 | The Truth About Average Guys                             | Molly               |        |
| 2011 | Coming Up Roses                                          | Alice               |        |
| 2012 | Nor'easter                                               | Abby Green          |        |
| 2013 | Beautiful Creatures                                      | Genevieve Duchannes | [ 19 ] |
| 2013 | A New York Heartbeat                                     | Tamara              |        |
| 2014 | I'm Obsessed with You (But You've Got to Leave Me Alone) | Nell Fitzpatrick    |        |
| 2015 | Louder Than Bombs                                        | Erin                |        |
| 2015 | James White                                              | Mujer               |        |
| 2016 | The Finest Hours                                         | Bea Hansen          | [ 20 ] |
| 2016 | Burn Country                                             | Sandra              |        |
| 2016 | Patriots Day                                             | Jessica Kensky      | [ 21 ] |
| 2019 | Spies in Disguise                                        | Wendy Beckett (Voz) | [ 22 ] |
| 2020 | The Courier                                              | Emily Donovan       | [ 23 ] |
| 2020 | I'm Your Woman                                           | Jean                | [ 24 ] |
| 2022 | Dead for a Dollar                                        | Rachel Kidd         | [ 25 ] |
| 2025 | The Amateur                                              | Sarah Horowitz      | [ 26 ] |
| 2025 | Superman                                                 | Lois Lane           | [ 17 ] |
| TBA  | Lear Rex                                                 | Regan               | [ 27 ] |

| Año  | Título          | Papel       |
| ---- | --------------- | ----------- |
| 2013 | Care            | Drea        |
| 2013 | Munchausen      | Mujer       |
| 2013 | Adrift          | Alex        |
| 2013 | Basically       | Shandy      |
| 2014 | The Smut Locker | Jamie White |

| Año       | Título                    | Papel                          | Notas                                              | Ref    |
| --------- | ------------------------- | ------------------------------ | -------------------------------------------------- | ------ |
| 2010      | Mercy                     | Samantha                       | Serie; episodio: "We're All Adults"                |        |
| 2010      | Gossip Girl               | Chica                          | Serie; episodio: "It's a Dad, Dad, Dad, Dad World" | [ 28 ] |
| 2010      | The Good Wife             | Caitlin Fenton                 | Serie; episodio: "Poisoned Pill"                   | [ 29 ] |
| 2010      | In Treatment              | Chica con desorden alimenticio | Serie; episodio: "Jesse Week Six"                  |        |
| 2011      | CSI: Miami                | Melanie Garland                | Serie; episodio: "Countermeasures"                 |        |
| 2013–2015 | House of Cards            | Rachel Posner                  | Serie; 19 episodios                                | [ 14 ] |
| 2013      | Grey's Anatomy            | Brian Weston                   | Serie; episodio: "The Face of Change"              | [ 30 ] |
| 2013      | Orange Is the New Black   | Little Allie                   | Serie; episodio: "Bora Bora Bora"                  |        |
| 2014      | Olive Kitteridge          | Patty Howe                     | Serie; episodio: "Incoming Tide"                   |        |
| 2014      | The Blacklist             | Jolene Parker/Lucy Brooks      | Serie; 6 episodios                                 |        |
| 2014      | Black Box                 | Delilah                        | Serie; 5 episodios                                 |        |
| 2014–2015 | Manhattan                 | Abby Isaacs                    | Serie; 23 episodios                                |        |
| 2015      | The Dovekeepers           | Yael                           | Serie; 2 episodios                                 |        |
| 2016      | Crisis in Six Scenes      | Ellie                          | Serie; 4 episodios                                 | [ 15 ] |
| 2017–2023 | The Marvelous Mrs. Maisel | Miriam "Midge" Maisel          | Serie; 43 episodios                                | [ 14 ] |
| 2019–2020 | Elena of Avalor           | Princesa Chloe (voz)           | Serie; 2 episodios                                 |        |
| 2020      | 50 States of Fright       | Heather                        | Serie; 3 episodios                                 |        |
| 2026      | Presumed Innocent         | Leila Reynolds                 | Serie, también productora ejecutiva                | [ 31 ] |

## Teatro
| Año  | Obra                                 | Personaje             | Teatro                      | Ref    |
| ---- | ------------------------------------ | --------------------- | --------------------------- | ------ |
| 2009 | Up                                   | Maria                 | Steppenwolf Theatre Company | [ 32 ] |
| 2013 | The Big Knife                        | Dixie Evans           | Roundabout Theatre Company  | [ 33 ] |
| 2016 | Othello                              | Desdemona             | New York Theatre Workshop   | [ 34 ] |
| 2023 | The Sign in Sidney Brustein's Window | Iris Parodus Brustein | Brooklyn Academy of Music   | [ 35 ] |
| 2023 | The Sign in Sidney Brustein's Window | Iris Parodus Brustein | James Earl Jones Theatre    | [ 36 ] |

## Reconocimientos
| Premios Globo de Oro | Premios Globo de Oro                                        | Premios Globo de Oro      | Premios Globo de Oro | Premios Globo de Oro |
| Año                  | Categoría                                                   | Trabajo nominado          | Resultado            | Ref.                 |
| -------------------- | ----------------------------------------------------------- | ------------------------- | -------------------- | -------------------- |
| 2018                 | Mejor actriz en una serie de televisión - Comedia o musical | The Marvelous Mrs. Maisel | Ganadora             | [ 37 ]               |
| 2019                 | Mejor actriz en una serie de televisión - Comedia o musical | The Marvelous Mrs. Maisel | Ganadora             | [ 37 ]               |
| 2020                 | Mejor actriz en una serie de televisión - Comedia o musical | The Marvelous Mrs. Maisel | Nominada             | [ 37 ]               |
| 2024                 | Mejor actriz en una serie de televisión - Comedia o musical | The Marvelous Mrs. Maisel | Nominada             | [ 37 ]               |

| Premios Primetime Emmy | Premios Primetime Emmy                         | Premios Primetime Emmy    | Premios Primetime Emmy | Premios Primetime Emmy |
| Año                    | Categoría                                      | Trabajo nominado          | Resultado              | Ref.                   |
| ---------------------- | ---------------------------------------------- | ------------------------- | ---------------------- | ---------------------- |
| 2015                   | Mejor actriz invitada en una serie dramática   | House of Cards            | Nominada               | [ 38 ]                 |
| 2018                   | Mejor actriz principal en una serie de comedia | The Marvelous Mrs. Maisel | Ganadora               | [ 38 ]                 |
| 2019                   | Mejor actriz principal en una serie de comedia | The Marvelous Mrs. Maisel | Nominada               | [ 38 ]                 |
| 2020                   | Mejor actriz principal en una serie de comedia | The Marvelous Mrs. Maisel | Nominada               | [ 38 ]                 |
| 2022                   | Mejor actriz principal en una serie de comedia | The Marvelous Mrs. Maisel | Nominada               | [ 38 ]                 |
| 2023                   | Mejor actriz principal en una serie de comedia | The Marvelous Mrs. Maisel | Nominada               | [ 39 ]                 |

| Premios del Sindicato de Actores | Premios del Sindicato de Actores      | Premios del Sindicato de Actores | Premios del Sindicato de Actores | Premios del Sindicato de Actores |
| Año                              | Categoría                             | Trabajo nominado                 | Resultado                        | Ref.                             |
| -------------------------------- | ------------------------------------- | -------------------------------- | -------------------------------- | -------------------------------- |
| 2015                             | Mejor reparto en una serie dramática  | House of Cards                   | Nominada                         | [ 40 ]                           |
| 2019                             | Mejor reparto en una serie de comedia | The Marvelous Mrs. Maisel        | Ganadora                         | [ 41 ]                           |
| 2019                             | Mejor actriz en una serie de comedia  | The Marvelous Mrs. Maisel        | Ganadora                         | [ 41 ]                           |
| 2020                             | Mejor actriz en una serie de comedia  | The Marvelous Mrs. Maisel        | Nominada                         | [ 42 ]                           |
| 2020                             | Mejor reparto en una serie de comedia | The Marvelous Mrs. Maisel        | Ganadora                         | [ 42 ]                           |
| 2023                             | Mejor actriz en una serie de comedia  | The Marvelous Mrs. Maisel        | Nominada                         | [ 43 ]                           |
| 2024                             | Mejor actriz en una serie de comedia  | The Marvelous Mrs. Maisel        | Nominada                         | [ 44 ]                           |